# Pycnanthemum beadlei
Pycnanthemum beadlei là một loài thực vật có hoa trong họ Hoa môi. Loài này được (Small) Fernald miêu tả khoa học đầu tiên năm 1937.